# Hardangervidda nationalpark
Hardangervidda nationalpark är en 3 422 kvadratkilometer stor nationalpark i Norge, inrättad 1981. Den ligger inom Buskerud, Telemark och Vestland fylken i södra delen av landet. 
Fjällområdet sträcker sig från Røldal i Ullensvangs kommun i söder till Finsedalen vid Bergenbanan i norr, och ligger i allmänhet 1100–1200 m ö.h. I norr höjer sig dock Hardangerjøkulen sig till nästan 1900 m ö.h. och i söder når Nupsegga vid Røldal till 1674 meter. Nationalparken börjar vid Numedal och Uvdal i öster och sträcker sig till Røvelseggi i Ullensvangs kommun i väster. Det är den största nationalparken på det norska fastlandet.